# Умершие в июле 1997 года
Это список известных людей, соответствующих установленным критериям значимости (см. Википедия:Критерии значимости персоналий), умерших в июле 1997 года.
Причина смерти указывается лишь в исключительных случаях (убийство, самоубийство, гибель в результате военных действий, смертная казнь, ДТП или несчастные случаи). В остальных случаях — не указывается.
- 1 июля — Евгений Генералов (78) — участник Великой Отечественной войны, Герой Советского Союза.
- 1 июля — Александр Гринберг (72) — советский театральный актёр, режиссёр и педагог, Народный артист Узбекистана.
- 2 июля — Джеймс Стюарт (89) — американский киноактёр, который за полвека создал обширную галерею «маленьких людей» большой Америки.
- 3 июля — Чаржой Абдиров (63) — каракалпакский учёный-микробиолог.
- 3 июля — Василий Антощенко (74) — советский государственный и партийный деятель.
- 4 июля — Николай Шарко (73) — капитан Рабоче-крестьянской Красной Армии, участник Великой Отечественной войны, Герой Советского Союза.
- 5 июля — Галина Антонова (64) — российский литературовед, доктор филологических наук.
- 5 июля — Семен Львов (80) — участник Великой Отечественной войны, Герой Советского Союза.
- 5 июля — Иван Носов (74) — участник Великой Отечественной войны, Герой Советского Союза.
- 6 июля — Петрэ Теодорович (47) — молдавский композитор.
- 6 июля — Леонид Томилин (75) — участник Великой Отечественной войны, Герой Советского Союза.
- 7 июля — Леонид Быковец (75) — участник Великой Отечественной войны, Герой Советского Союза.
- 7 июля — Виктор Грузинский (63) — советский и белорусский физик.
- 7 июля — Михаил Зонненштраль (41) — советский актёр.
- 7 июля — Николай Рязанцев (86) — Полный кавалер ордена Славы.
- 8 июля — Василий Ивлев (87) — Герой Социалистического Труда.
- 8 июля — Фёдор Константинов (87) — советский и российский график, народный художник СССР (1991), член-корреспондент Академии художеств с 1973.
- 8 июля — Анатолий Шульженко (52) — советский футболист, защитник.
- 13 июля — Александра Данилова (92) — русская балерина, балетный педагог.
- 13 июля — Анатолий Заговеньев (79) — Герой Советского Союза.
- 15 июля — Джанни Версаче (50) — итальянский модельер, открытый гей; застрелен серийным убийцей.
- 16 июля — Алексей Кот (82) — Герой Советского Союза.
- 16 июля — Джек Хобарт Пиддингтон (86) — австралийский астрофизик и радиоастроном.
- 16 июля — Францишек Сулик — польско-австралийский шахматист.
- 18 июля — Юджин Шумейкер (69) — американский геолог и планетолог.
- 20 июля — Алексей Мельников (83) — Герой Советского Союза.
- 22 июля — Владимир Андрунакиевич (80) — молдавский советский математик.
- 22 июля — Николай Курков (76) — участник Великой Отечественной войны, Герой Советского Союза.
- 24 июля — Владимир Тучкевич (92) — советский физик, доктор физико-математических наук.
- 24 июля — Георгий Чернышёв (77) — учёный, инженер-конструктор, кораблестроитель.
- 25 июля — Наталья Арсеньева (93) — поэтесса Польши, Белоруссии, США.
- 25 июля — Борис Новиков (72) — советский актёр театра и кино, Народный артист России (1994).
- 25 июля — Степан Семенов (82) — Герой Советского Союза.
- 26 июля — Василий Бочкарёв (82) — Герой Советского Союза.
- 28 июля — Николай Есауленко (77) — Герой Советского Союза.
- 30 июля — Бао Дай (83) — последний император Вьетнама, 13-й император династии Нгуен, правитель прояпонского марионеточного государства Вьетнамская империя.
- 30 июля — Павел Кочегин (81) — русский советский писатель.
- 31 июля — Виктор-Андрей Станиславович Боровик-Романов (77) — советский и российский физик.
- 31 июля — Михаил Дерегус (92) — советский и украинский график и живописец.
- 31 июля — Василий Петров (83) — Герой Советского Союза.
- 31 июля — Пётр Шморгун (76) — советский и украинский историк.